# Chardonneret à ventre jaune
Spinus xanthogastrus
Espèce
Statut de conservation UICN

 LC  : Préoccupation mineure
Le Chardonneret à ventre jaune (Spinus xanthogastrus, anciennement Carduelis xanthogastra) est une espèce de passereaux de la famille des fringillidés (ou Fringillidae).

## Distribution
En huit poches isolées dans le sud de l’Amérique centrale et dans le nord-ouest de l’Amérique du Sud.

## Sous-espèces
D'après le Congrès ornithologique international, cette espèce est constituée des deux sous-espèces suivantes :
- S. x. xanthogastrus (Du Bus de Gisignies, 1855) : Costa Rica (Cordillères centrale et Talamanca), Panama (Bajo Boquete, Chiriqui et Serra de Tabasara), Colombie (Cordillères Occidentale et Orientale), Venezuela (Cordillère de Merida, Sierra de Perija, Miranda, Sucre), Équateur (El Oro, Pichincha), extrême nord du Pérou (Tumbes).
- S. x. stejnegeri (Sharpe, 1888) : extrême sud du Pérou (Puno) et centre de la Bolivie (La Paz, Cochabamba, Santa Cruz).

## Habitat
Ce chardonnet habite les clairières parsemées d’arbres, les buissons, les lisières de forêt humide, les plantations et les hautes prairies entre 800 et 3 700 m d’altitude mais le plus souvent entre 1 400 et 2 000 m, en zones tropicales et subtropicales (Ridgely & Tudor 1989).

## Alimentation
Son régime alimentaire se compose prioritairement de graines d’astéracées (bident pileux, chardon, séneçon) en association avec d’autres plantes (graines de colza, fleurs de chêne, baies d’arbres et d’arbustes, fruits de cécropia).

## Nidification
Skutch (1967) avait fait une intéressante description de la nidification portant sur deux nids découverts au Costa Rica. Ils étaient construits entre 2,4 et 3,7 m de hauteur dans un arbuste situé dans une clairière. Ils consistaient en une coupe peu profonde mais avec une épaisse paroi de radicelles, de filandres de champignon, de particules d’une écorce fibreuse et d’un lichen filamenteux Usnea sp. L’extérieur était composé d’une mousse verte et l’intérieur tapissé de filaments noirs de champignon. Le nid mesurait 8,5 cm de diamètre extérieur et 4,5 cm de diamètre intérieur avec une hauteur totale de 6,2 cm et une profondeur de la coupe de 2,7 cm. Il y avait deux œufs dans le premier nid et trois dans le second. Ils étaient blanc-verdâtre immaculés ou légèrement tachetés. La nidification avait lieu en avril et en mai.